# Christo Christov (acteur)
Ne doit pas être confondu avec Christo Christov  (musicien) ou Christo Christov  (réalisateur).
Pour les articles homonymes, voir Christov.
Christo Christov, né en 1969 et mort en 2008, est un artiste et acteur bulgare.
Il est connu pour avoir interprété le personnage d'Itso dans Eastern Plays (2009), un film de Kamen Kalev dont le scénario est inspiré de la propre vie de Christo Christov.

## Biographie
Christo Christov est un toxicomane à l'héroïne. Son ami, le réalisateur Kamen Kalev, s'inspire de la vie de son ami pour son film Eastern Plays et lui donne le rôle principal dans son premier et unique film. Cependant, il meurt peu de temps avant la fin du tournage et le réalisateur termine le film en utilisant des prises tournées au début du tournage.
Il remporte le prix du meilleur acteur pour ce rôle au Festival international du film de Tokyo et au Festival international du film de Bratislava.

## Œuvres
Quelques-unes des œuvres de Christo Christov sont visibles au début du film Eastern Plays.

## Filmographie

### Au cinéma
- 2009 : Eastern Plays (Iztočni piesi) de Kamen Kalev : Itso, aka Christo

## Récompenses et distinctions
- (en) Christo Christov: Awards, sur l'Internet Movie Database